# Maxime Weygand

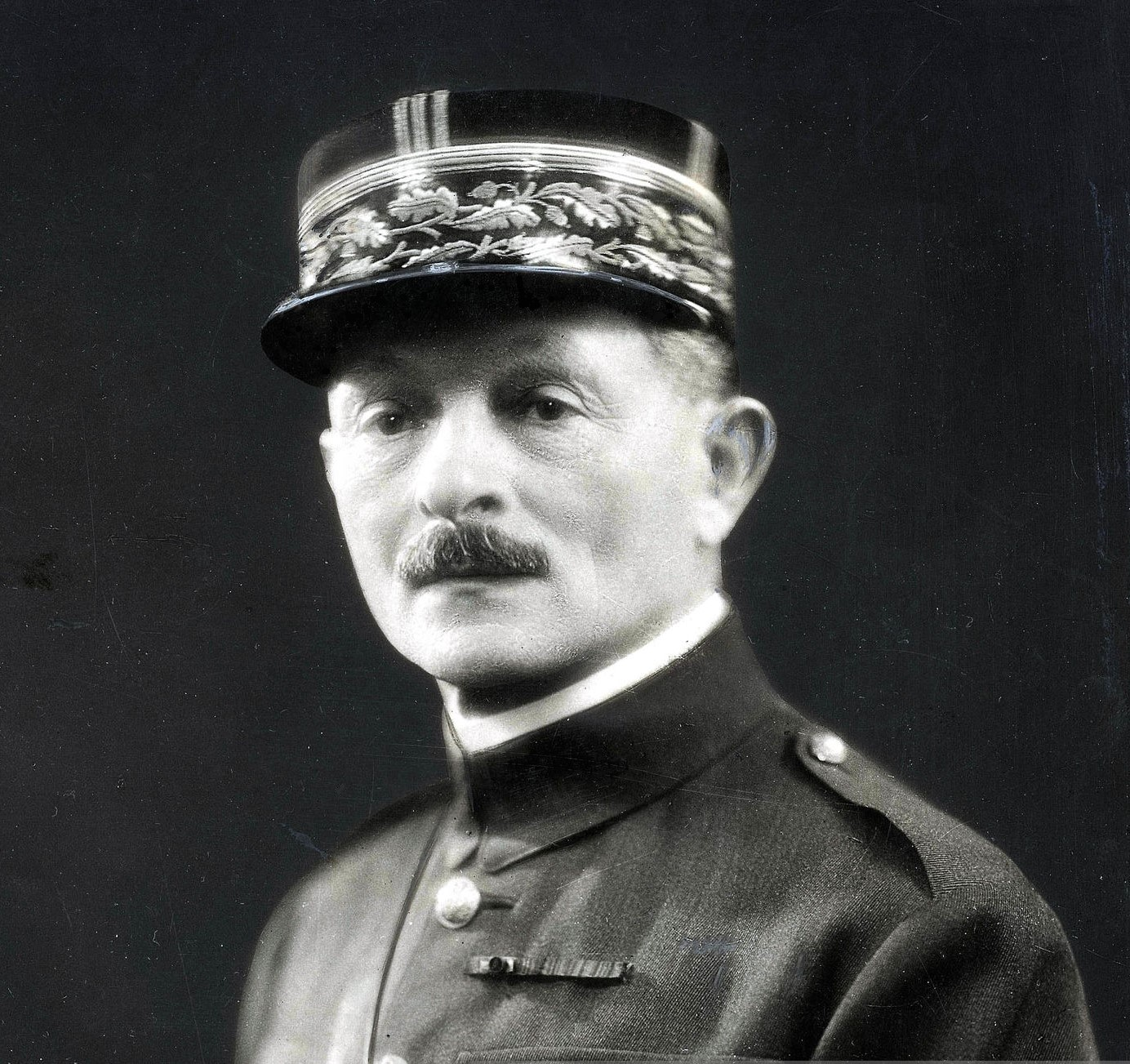
Maxime Weygand (1940)

Maxime Weygand [vɛ'ɡɑ̃] (* 21. Januar 1867 in Brüssel; † 28. Januar 1965 in Paris) war ein französischer Heeresoffizier. Im Ersten Weltkrieg war er Stabsoffizier, im Zweiten Weltkrieg General und kurzzeitig Oberbefehlshaber der französischen Streitkräfte.
Im Ersten Weltkrieg diente er unter Ferdinand Foch, bevor er in der Zwischenkriegszeit Militärbeobachter in Polen im Polnisch-Sowjetischen Krieg war. Im Jahr 1931 wurde Weygand Generalstabschef. Im Zweiten Weltkrieg war er während des Westfeldzugs wichtigster Kommandeur der besiegten französischen Streitkräfte. Politisch galt er als antirepublikanisch eingestellt und stellte sich zeitweise in den Dienst des Vichy-Regimes, wurde aber nach dem Krieg unter dem Anklagepunkt der Kollaboration nicht verurteilt.

## Leben

### Abstammung und Kindheit
Weygands tatsächliche Abstammung ist bis heute nicht geklärt. Er selbst gab stets an, sie sei ihm unbekannt. Gerüchten zufolge soll er ein illegitimer Sohn der Prinzessin Charlotte von Belgien (später Kaiserin von Mexiko) gewesen sein. Hierzu war jedoch niemals Genaueres in Erfahrung zu bringen. Es wird aber auch vermutet, er könnte ein unehelicher Sohn des belgischen Königs Leopold II., Charlottes Bruder, gewesen sein. Der belgische Historiker Albert Duchesne veröffentlichte 1967 nach langen Forschungen ein Buch mit der These, der belgische Oberst Alfred Baron van der Smissen sei Weygands Vater gewesen. Der belgische Historiker André Castelot (1911–2004) veröffentlichte 1968 ein Buch, das Fotos von van der Smissen und Weygand enthielt. Ihre Ähnlichkeit ist frappierend. Baron van der Smissen war der Kommandant des belgischen Freiwilligenkorps, das die Sicherheit der mexikanischen Kaiserin, die eine Tochter des belgischen Königs Leopold I. war, gewährleisten sollte. Das würde bedeuten, dass Charlotte schwanger war, als sie nach Europa segelte, um nach Unterstützung für ihren Mann zu suchen.
Seine Kindheit bis zum Alter von sechs Jahren verbrachte er in Marseille in der Obhut einer Witwe namens Virginie Saget. David Cohen de Léon, ein mit Leopold II. befreundeter Finanzmann sephardischer Herkunft, wurde später sein Pflegevater.

### Karriere

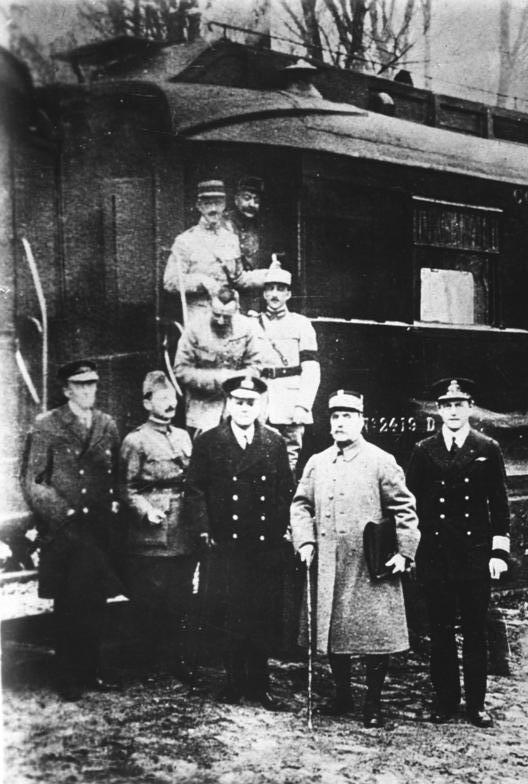
Maxime Weygand (2. von links) bei den Waffenstillstandsverhandlungen in Compiègne, November 1918

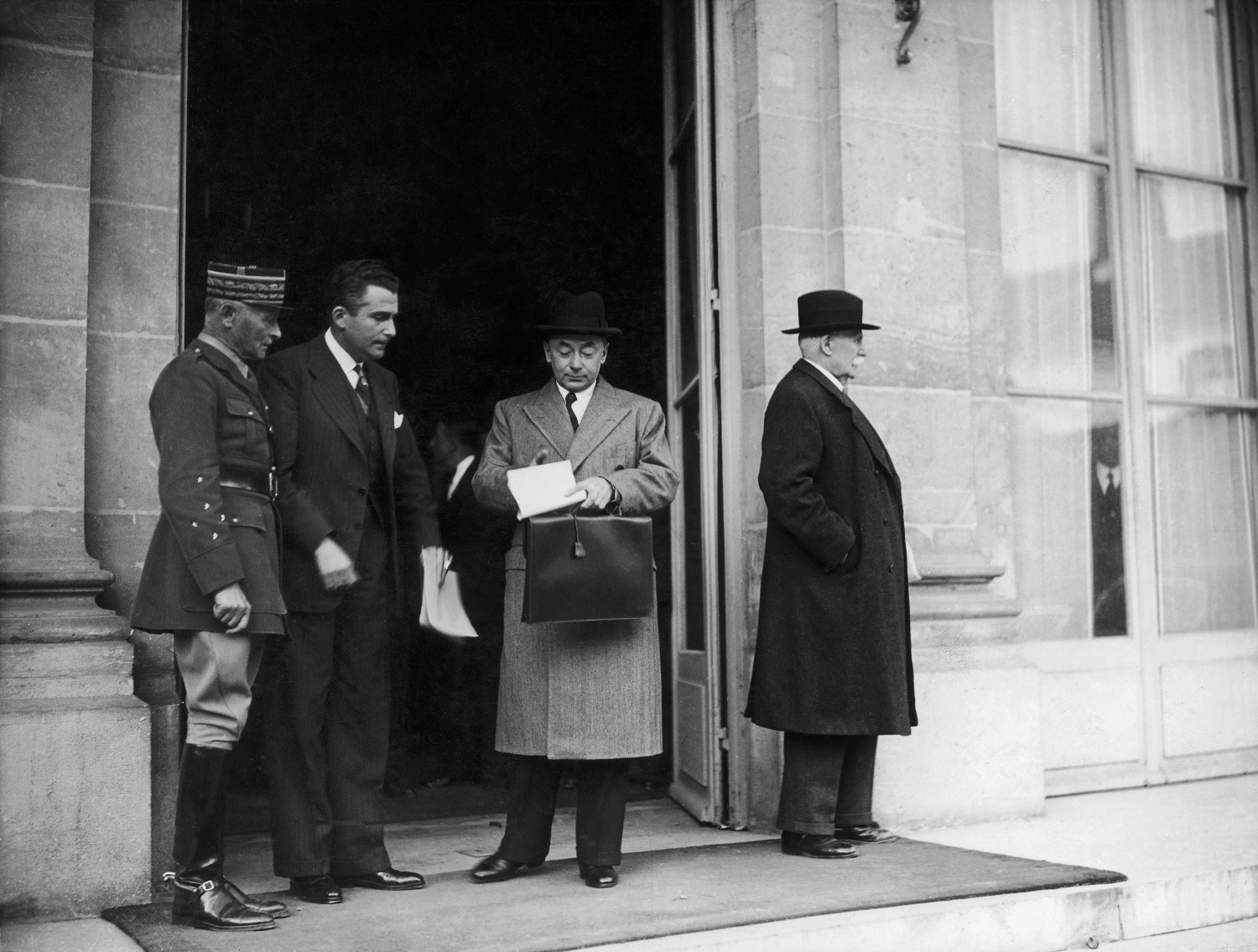
Von links: Général Weygand, Paul Baudouin, Paul Reynaud und Philippe Pétain (Mai 1940)

1885 trat Weygand unter dem Pseudonym de Nimal, dem Namen von Cohen de Léons Lebensgefährtin, in die Militärschule Saint-Cyr ein. 1887 bestand er sein Diplom, trat der Kavallerie bei und wurde nach der Ausbildung in Saumur zum 4e régiment de dragons versetzt. Als er zwanzig Jahre alt war, adoptierte ihn der Buchhalter seines Vormunds, François-Joseph Weygand, wodurch er die französische Staatsbürgerschaft erhielt.
1900 heiratete er Renée Weygand (geborene de Forsanz). In der Vorkriegszeit lehnte er mehrere Gelegenheiten, eine Generalstabsausbildung zu absolvieren, ab, jeweils mit der Begründung, die Nähe zur Truppe sei ihm wichtiger. Nach der Ernennung zum Lieutenant-colonel wurde er aufgrund seiner Leistungen an die Militärhochschule vermittelt und 1913 zum Ritter der Ehrenlegion ernannt.
Einen Monat nach dem Beginn des Ersten Weltkriegs wurde er im Rang eines Colonel in den Stab von Marschall Ferdinand Foch berufen und stieg bis Kriegsende zum Generalmajor auf. Als enger Berater Fochs war er im November 1918 auch bei den Waffenstillstandsverhandlungen mit dem deutschen Kaiserreich zugegen.
1920 wurde Weygand Général de corps d’armée und als französischer Militärberater der polnischen Armee im Polnisch-Sowjetischen Krieg entsandt. Sein Anteil am Sieg der Polen unter Marschall Józef Piłsudski war jedoch auch nach eigener Aussage gleich null, da Weygand erst nach der Entscheidungsschlacht von Warschau in Polen eingetroffen war. Piłsudski brüskierte Weygand bei Besprechungen des polnischen Generalstabs, er ließ keinen Dolmetscher zu, obwohl der Gast aus Paris kein Polnisch sprach. Für einen französischen Generalstäbler hatte man aufgrund der Talente der eigenen Heerführer keine Verwendung, das wiederauferstandene Polen erhoffte sich von Frankreich in erster Linie materielle Hilfe. Dennoch wurde er bei seiner Rückkehr in sein Heimatland als Nationalheld gefeiert.

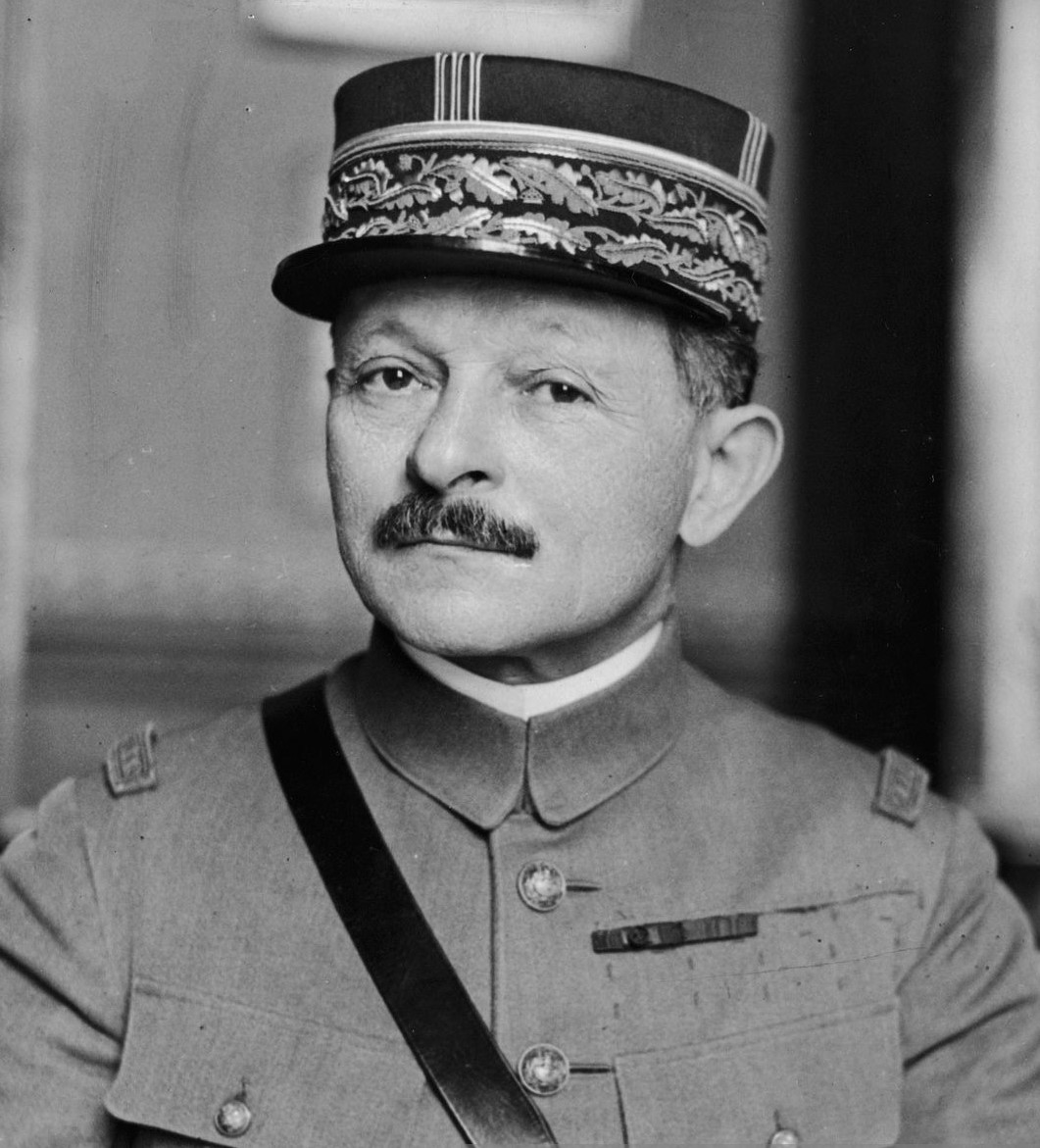
Weygand in den 1920er Jahren

Weygand fungierte ab 1923 als Kommandeur der französischen Streitkräfte in der Levante und als Hochkommissar von Syrien und dem Libanon. Im Zuge dessen erhielt er die Beförderung zum Général d’armée und übernahm das Amt als Hochkommissar von General Henri Gouraud. 1925 wurde er mit dem estnischen Freiheitskreuz ausgezeichnet. Mit der Rückkehr nach Frankreich übernahm er Posten im Obersten Kriegsrat und an der Spitze der Militärhochschule. 1931 wurde er gleichzeitig mit Pierre Benoit in die Académie française gewählt und löste dort Foch ab. Bis zu seinem Ruhestand 1935 und darüber hinaus verfasste er einige Werke über die französische Militärgeschichte.

### Zweiter Weltkrieg
Weygand zeigte sich zwar nicht wie sein späterer politischer Weggefährte Marschall Henri Philippe Pétain gleichgültig gegenüber den technologischen Neuerungen auf dem Schlachtfeld, doch war er auch keiner ihrer Vorkämpfer. Das ihm fremde Konzept des Gefechts der verbundenen Waffen der Wehrmacht verleitete ihn im späteren Verlauf zu etlichen Fehlentscheidungen.
Im Spannungszustand vor Kriegsbeginn wurde der General 1939 von Premierminister Édouard Daladier aus dem Ruhestand zurückberufen. Ihm wurde das Kommando über die französischen Truppen im Nahen Osten überantwortet. Gleichzeitig war er für die Koordination der Streitkräfte in der Levante und auf dem Balkan verantwortlich. Während des sowjetisch-finnischen „Winterkriegs“ plante er einen Angriff auf die sowjetischen Erdölförderzentren im Kaukasus. Nach einem Luftangriff sollte das Gebiet um Baku durch französische und britische Truppen besetzt werden.
Angesichts der Krise des Mai 1940 berief man Weygand als Oberkommandeur an Stelle des abgelösten Maurice Gamelin. Gemeinsam mit der belgischen und der britischen Armee plante er eine Gegenoffensive, die jedoch schon im Voraus zum Scheitern verurteilt war, da die Alliierten zu diesem Zeitpunkt bereits stark zurückgedrängt worden waren. Weygands Handlungen trugen noch zusätzlich zu Verlusten bei; während die deutschen Befehlshaber ihre Offensive mobil und nah an der Truppe anführten, blieb der französische Kommandeur in seinem Hauptquartier und forderte erst nach zwei Tagen Bedenkzeit die gleiche Gegenoffensive, die sein Vorgänger ebenfalls befürwortet hatte. Weygand konnte sich nicht auf die moderne Kriegsführung einlassen und war mit dem Panzereinsatz der deutschen Wehrmacht überfordert.
Im Gegensatz zu Charles de Gaulle, der in seinem „Appell des 18. Juni“ 1940 den Krieg als Weltkrieg bezeichnete, vermutete Weygand eine Wiederholung des Deutsch-Französischen Krieges von 1870 und erkannte ebenso wenig wie Marschall Pétain die geschichtliche Bedeutung der Situation. Sowohl in Churchills als auch in de Gaulles Memoiren wird Weygand als defätistisch, anglophob und antirepublikanisch beschrieben.

### Im Regime von Vichy
Am 25. Mai 1940 wurde in einer Konferenz im Élysée-Palast über einen Waffenstillstand diskutiert. Nachdem Churchill den massiven Einsatz der Royal Air Force abgelehnt hatte, setzte sich Weygand wie die Mehrheit der hohen Militärführung für eine rasche Beendigung der Feindseligkeiten mit dem nationalsozialistischen Deutschen Reich ein. Er bemühte sich überdies, die Waffenstillstandsbedingungen von Compiègne 1940 im französischen Offizierskorps populärer zu machen.
Dem Regime von Vichy diente er in mehreren Ämtern, unter anderem für drei Monate als Verteidigungsminister. Sein Erlass vom 30. September 1941 schloss fast sämtliche jüdischen Schulpflichtigen von öffentlichen Schulen aus. Zudem ließ er Regimegegner in den Süden Algeriens und nach Marokko deportieren. Erwähnenswert ist ebenso Weygands Rolle bei der logistischen Unterstützung des deutschen Afrikakorps, die teilweise durch Vichy-französische Truppen versorgt wurden. Dennoch verweigerte er die Auslieferung der nordafrikanischen Infrastruktur an die Deutschen und auch weitere Unterstützung gegen die Alliierten. Die Regierung berief Weygand daraufhin zurück nach Vichy.
Am 12. November 1942 wurde er von der Waffen-SS festgenommen. Unter dem Decknamen Lottermann wurde er an verschiedenen Orten in Deutschland interniert: zunächst zwischen November 1942 und Januar 1943 in der SS-Unterführerschule Radolfzell, danach in Lübtheen-Garlitz und zuletzt auf Schloss Itter in Tirol. Am 5. Mai 1945 wurden die dort Inhaftierten bei der Schlacht um Schloss Itter von übergelaufenen Truppen der Wehrmacht und der amerikanischen Armee befreit.

### Nachkriegszeit
Nach einer Untersuchungshaft im Krankenhaus Val-de-Grâce wurde er im Mai 1946 freigelassen. 1948 wurde die Anklage gegen ihn als Kollaborateur vom französischen Obergericht eingestellt.
In den letzten Jahren seines Lebens hielt sich Weygand aus der Politik heraus. Dafür war er umfangreich publizistisch tätig und schrieb unter anderem auch über Charles de Gaulle, der vom Kollaborationsregime seinerzeit in Abwesenheit zum Tode verurteilt worden war.
Eine wichtige Straße in Beiruts Wirtschaftsviertel trägt den Namen Rue Weygand.